# Solenocaulon chinense
Solenocaulon chinense är en korallart som beskrevs av Kükenthal 1916. Solenocaulon chinense ingår i släktet Solenocaulon och familjen Anthothelidae. Inga underarter finns listade i Catalogue of Life.